# Stoppeldijkse veer
Het Stoppeldijkse veer is een voormalige veerdienst over het Hellegat.
De veerdienst verbond de buurtschappen Stoppeldijkveer en Zaamslagveer en heeft bestaan van 1650-1819. Tegenwoordig loopt de Rijksweg 61 over het traject, waar nu de Willem III polder ligt.